# 2,4-Dinitrofenol
2,4-Dinitrofenol, DNP – organiczny związek chemiczny z grupy fenoli zawierający dwa podstawniki nitrowe w pierścieniu. Ma dość silne właściwości kwasowe, o mocy nieco większej niż kwas octowy. Jest jasnożółtą krystaliczną substancją, słabo rozpuszczalną w wodzie. Dobrze rozpuszczalne są sole sodowe i amonowe. W stanie suchym sole mogą eksplodować przy uderzeniu.
| 2,4-Dinitrofenol | 2,4-Dinitrofenol | 2,4-Dinitrofenol |
| ---------------- | ---------------- | ---------------- |
| pH < 2,4         | ⇄                | pH > 4,0         |

Może być stosowany jako herbicyd, totalny defoliant i desykant. Do defoliacji roślin wymagane są dawki 7,5–10 kg/ha. Jest silnie trujący dla ludzi i zwierząt. Dawki rzędu 3,5 mg/kg powodują silne zatrucia z objawami obrzęku płuc i gorączką.
Toksyczność związku polega na działaniu rozprzęgającym na procesy zachodzące w błonie wewnętrznej mitochondrium – tzn. oddzieleniu oddychania w łańcuchu oddechowym i procesu fosforylacji ADP.
W 1933 r. prof. Maurice Tainter ze Stanford University odkrył, że spożywanie DNP powoduje znaczący spadek masy ciała człowieka. Związek został szybko wprowadzony do handlu. Stwierdzono jednak, że jego przyjmowanie może prowadzić do zaćmy i odnotowano kilka przypadków śmiertelnych. W 1938 r. w USA został oznakowany jako krańcowo niebezpieczny i nienadający się dla ludzi. Tym niemniej związek nadal jest dostępny jako środek odchudzający. W XXI w. nastąpiło kilkanaście zgonów spowodowanych jego spożyciem, m.in. w Polsce. 
Należy do fitotoksycznych bojowych środków trujących i był stosowany przez Amerykanów podczas wojny w Wietnamie do niszczenia pastwisk, lasów i kultur roślinnych. Oznaczenia wojskowe w USA – DNP.
Podobne działanie mają też inne nitrowe pochodne fenolu (np. DNC).